# Senior major golf championships
De Champions Tour Major Championships is een hoogst aangeschreven groep golftoernooien van de Champions Tour.
De normale toernooien van de Champions Tour bestaan uit drie rondes van 18 holes, deze Majors bestaat uit vier rondes van 18 holes. Ook mogen de spelers niet in een buggy rondrijden.

## De toernooien
De Majors bestaan uit de volgende toernooien:
- Senior PGA Championship, opgericht in 1937, een Major sinds 1980;
- Senior British Open Championship, opgericht in 1987, een Major sinds 2003;
- US Senior Open, een Major sinds de start in 1980;
- The Tradition, een Major sinds de start in 1989;
- Senior Players Championship, een Major sinds de start in 1983.

## Winnaars sinds 2000
| Jaar | PGA           | Brits Open           | US SR Open      | Tradition      | Players        |
| ---- | ------------- | -------------------- | --------------- | -------------- | -------------- |
| 2000 | Doug Tewell   | Christy O'Connor jr. | Hale Irwin      | Tom Kite       | Raymond Floyd  |
| 2001 | Tom Watson    | Ian Stanley          | Bruce Fleisher  | Doug Tewell    | Allen Doyle    |
| 2002 | Fuzzy Zoeler  | Noboru Sugai         | Don Pooley      | Jim Thorpe     | Stewart Ginn   |
| 2003 | John Jacobs   | Tom Watson           | Bruce Lietzke   | Tom Watson     | Craig Stadler  |
| 2004 | Hale Irwin    | Pete Oakley          | Peter Jacobsen  | Craig Stadler  | Mark James     |
| 2005 | Mike Reid     | Tom Watson           | Allen Doyle     | Loren Roberts  | Peter Jacobsen |
| 2006 | Jay Haas      | Loren Roberts        | Allen Doyle     | Eduardo Romero | Bobby Wadkins  |
| 2007 | Denis Watson  | Tom Watson           | Brad Bryant     | Mark McNulty   | Loren Roberts  |
| 2008 | Jay Haas      | Bruce Vaughan        | Eduardo Romero  | Fred Funk      | D.A. Weibring  |
| 2009 | Michael Allen | Loren Roberts        | Fred Funk       | Mike Reid      | Jay Haas       |
| 2010 | Tom Lehman    | Bernhard Langer      | Bernhard Langer | Fred Funk      | Mark O'Meara   |